# HeoH
 (décembre 2021).
HeoH est une start-up française, fondée en 2012 et spécialisée dans le domaine de la technologie financière. Elle développe et commercialise des logiciels qui permettent la collecte de dons via des terminaux de paiement des bornes ou sur des sites web. Elle commercialise aussi depuis début 2022, une solution de pourboire sur terminal de paiement et d'Open Payment

## Historique
La société HeoH est fondée en 2012.
En 2015, la start-up française lève 2,3 millions d'euros et lance GoodTransaction, sa solution de collecte de micro-dons sur terminal de paiement électronique ou par paiement en ligne. Son application, installée notamment dans des commerces de proximité et des magasins de la grande distribution, est développée en partenariat avec plusieurs entreprises spécialisées telles que Ingenico, IBM et Microsoft. Ses clients sont des associations comme le Secours catholique, Apprentis d'Auteuil et France Alzheimer.
Mi-2018, HeoH obtient de l'Autorité de contrôle prudentiel et de résolution un statut d'établissement de paiement, un moyen de garantir la conformité de ses solutions de paiement et la sécurité de la collecte pour compte de tiers.
Début 2021, Heoh gagne le marché du paiement de la régie de transport, assurée par Transdev, du réseau Astuce, de la métropole de Rouen.
Fin 2021, le groupe BNPParibas annonce la commercialisation dans ses réseaux de la solution de pourboire de HeoH.